# خوسيه إلوي خيمينيز مورينو
خوسيه إلوي خيمينيز مورينو (بالإسبانية: José Eloy Jiménez)‏ هو مدرب كرة قدم ولاعب كرة قدم إسباني في مركز الهجوم، ولد في 14 يونيو 1971 في إيين في إسبانيا. لعب مع نادي أوسبيتاليت ونادي إلتشي ونادي قرطبة ونادي كاستييون ونادي لاس بالماس ونادي ليفانتي.